# آلفين إيفانز
آلفين إيفانز (بالإنجليزية: Alvin Evans)‏ هو مصرفي ومحامي وسياسي أمريكي، ولد في 4 أكتوبر 1845 في الولايات المتحدة، وتوفي بنفس المكان في 19 يونيو 1906. حزبياً، نشط في الحزب الجمهوري. وقد انتخب عضو مجلس النواب الأمريكي.